# Tapir amerykański
Tapir amerykański, tapir anta, tapir grzywiasty (Tapirus terrestris) – gatunek ssaka nieparzystokopytnego z rodziny tapirowatych (Tapiridae).

## Charakterystyka ogólna
Duży, zwalisty ssak z charakterystycznym, zagiętym do dołu nosem (tworzącym małą trąbę) i grzebieniastym wierzchem głowy. Głowa, grzbiet, boki i kończyny o kolorze czarnobrązowym, brzuch jaśniejszy. Końce uszu białe. Zmysł wzroku słabo rozwinięty. Ogon krótki, szczątkowy. Tylne kończyny z trzema palcami zakończonymi kopytami, kończyny przednie z trzema dużymi i jednym małym palcem. Ciężar ciała skupia się głównie na środkowych palcach. Na głowie i szyi ciemna, sztywna grzywa. Na ciele występują krótkie, sztywne włosy. Młode osobniki ubarwione maskująco w charakterystyczne żółtawe lub białawe pręgi i rzędy plamek.

## Wymiary ciała
Długość ciała180–250 cm
Długość ogona10 cm
Wysokość w kłębie77–108 cm
Masa ciała180–270 kg (samice większe i cięższe od samców)

## Występowanie
Tropikalne i subtropikalne rejony Ameryki Południowej, na wschód od Andów, od północnej Kolumbii do północnej Argentyny. Liczny w amazońskich lasach deszczowych, poza tym obszarem rozproszony.

## Środowisko życia
Żyje w tropikalnych lasach deszczowych, nad brzegami rzek, bagien i obszarach zalewowych. Spotyka się go również na otwartych sawannach z wystarczająco dużymi zbiornikami wodnymi i gęstą roślinnością. Dochodzi do wysokości 1700 m n.p.m.

## Tryb życia
Tapiry są aktywne głównie nocą, lecz na niektórych obszarach można je też spotkać za dnia. Poruszają się po stałych, wydeptanych ścieżkach, które mogą przetrwać kilkadziesiąt lat. Prowadzą samotniczy tryb życia. Areały osobnicze mogą się ze sobą wzajemnie pokrywać. Tapiry są dobrymi pływakami i nurkami, przed niebezpieczeństwem chronią się głównie w wodzie. Głównym zmysłem jest wrażliwy słuch. Żywią się roślinnością przybrzeżną, dzikim ryżem i innymi podobnymi roślinami. Zjadają też owoce i rośliny uprawne. Żerują głównie nad brzegami rzek. Nos służy jako organ chwytny, rośliny zrywa ostrymi siekaczami i rozciera zębami bocznymi o szerokich koronach. Ze względu na drapieżniki większość dnia spędza w ukryciu. Mimo sporej wagi dobrze wspina się na strome brzegi. Gruba skóra chroni tapira przed skaleczeniami podczas przedzierania się przez gęstą roślinność. Są płochliwe i zachowują się bardzo cicho. Podobnie jak spokrewnione z nimi konie jedzą dużo pokarmu, lecz nie trawią go całkowicie. W odchodach zostawianych przy brzegach rzek stwierdzono niestrawione nasiona. Występują na odludnych terenach lub w dobrze chronionych rezerwatach.

## Rozród
Ciąża u tapira trwa 390–400 dni. Najczęściej rodzi się jedno młode (rzadziej bliźnięta) o masie ok. 5 kg. U tapirów okres rozwoju młodocianego wynosi ok. 420 dni (w tym okresie młode przebywa z matką). Dojrzałość płciową uzyskują ok. 2,5 do 3 lat.

## Wrogowie
Na dorosłe tapiry polują duże koty: puma płowa i jaguar amerykański. Dla młodych zagrożeniem są kajmany oraz duże węże np. anakonda. Na tapiry poluje człowiek dla mięsa i skór.

## Galeria

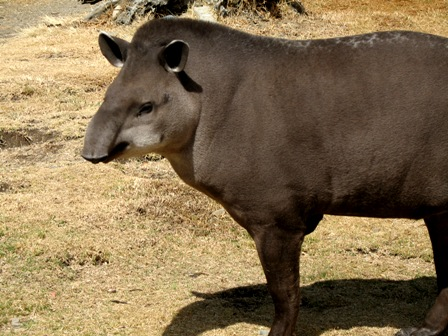
Tapir amerykański
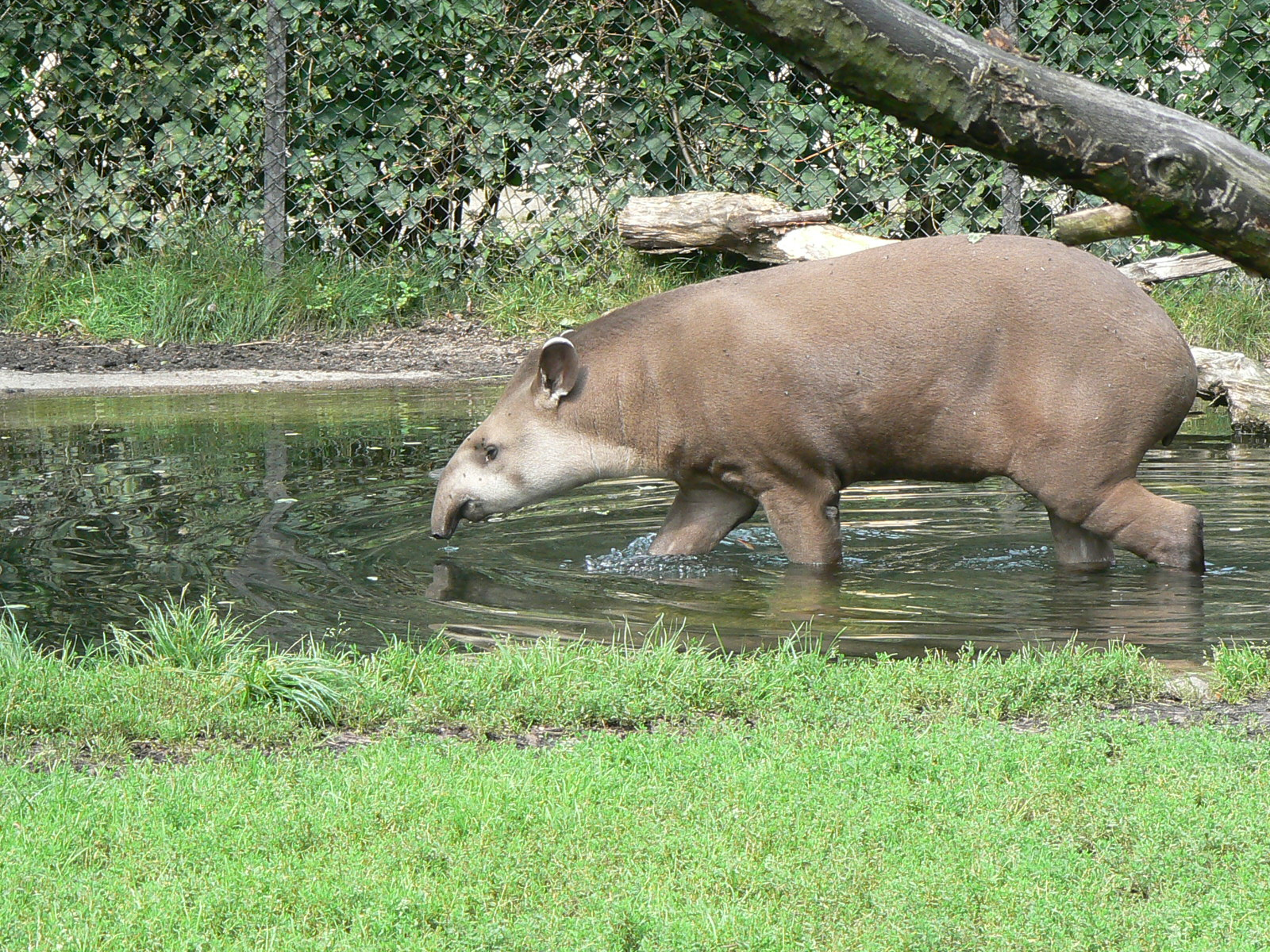
Tapir w zoo w Hamburgu
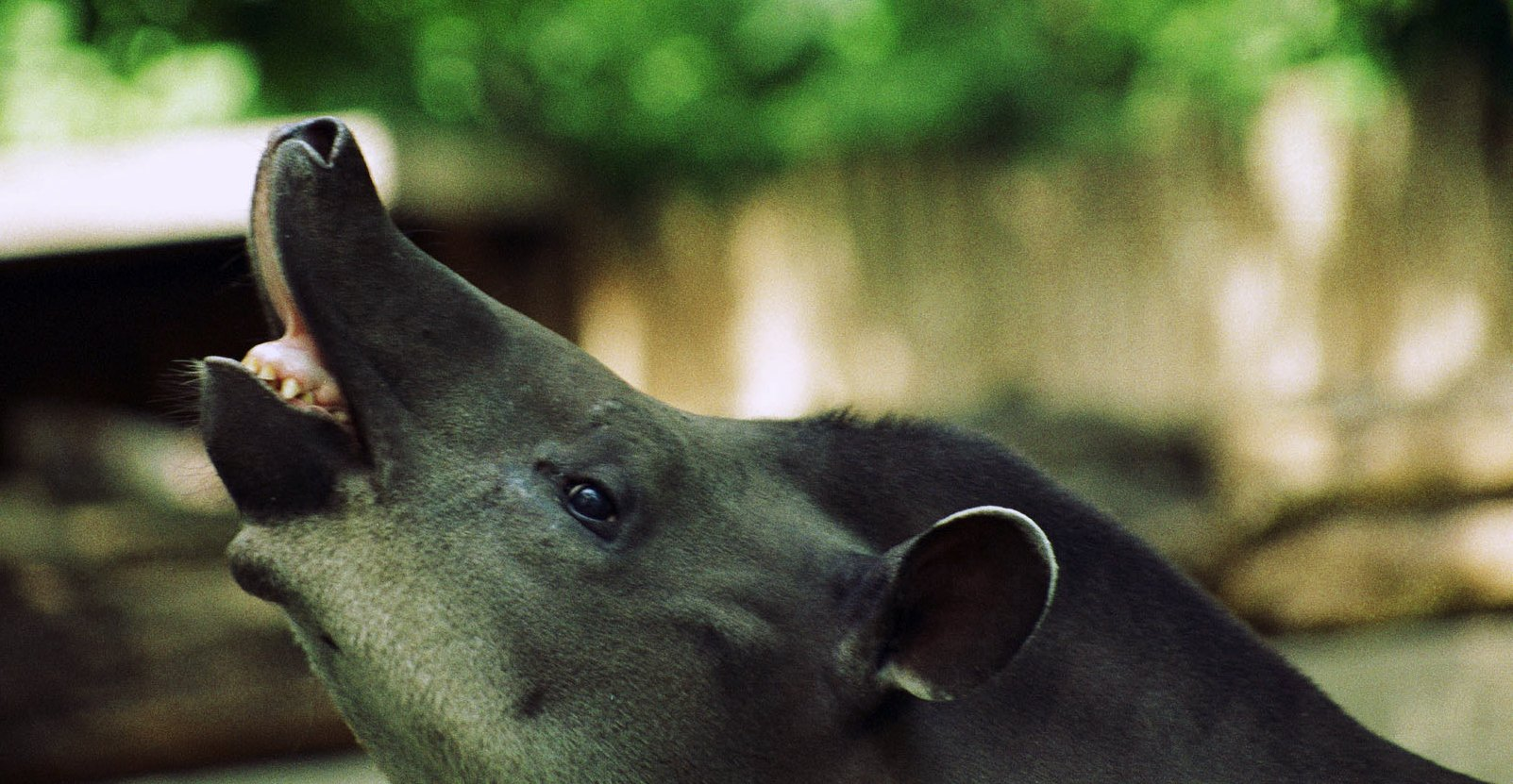
Głowa tapira
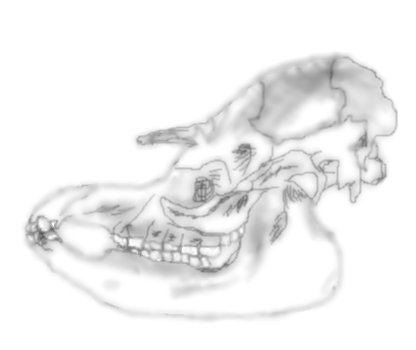
Czaszka tapira
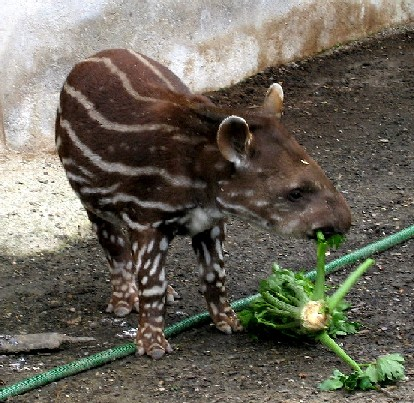
Młody tapir w maskującym ubarwieniu
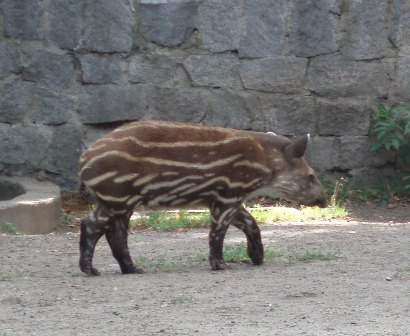
Mały tapirek z wrocławskiego zoo
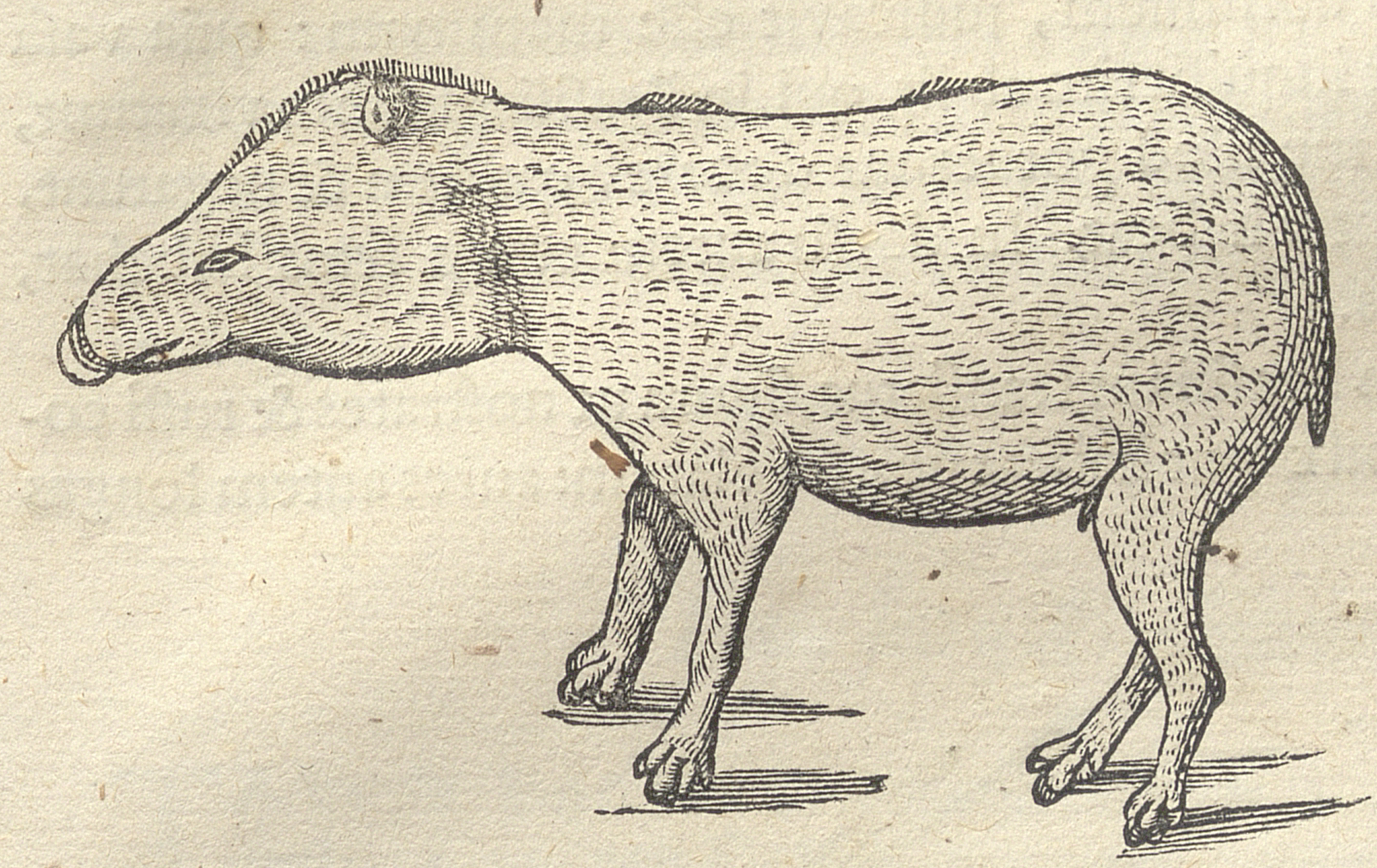
Tapir na rycinie z 1648